# 雀斑白鰩
雀斑白鰩（學名：Leucoraja lentiginosa），為軟骨魚綱鰩目鰩科白魟屬的一種，分布於中西大西洋墨西哥灣北部到尼加拉瓜海域，深度53至588公尺，本魚體盤的上表面密佈著小的深褐色或淺褐色和白色斑點，尾部有斑點，聚集成五、六條明顯的條紋，背鰭和尾鰭上有明暗點，腹面白色，體長可達44公分，棲息在大陸棚至大陸坡上層海域，為底棲性魚類，肉食性，卵生，卵囊為長方形，具堅硬的角質觸角，生活習性不明，可作為食用魚。